# حتى النخاع (فلم)
حتى النخاع (بالإنجليزية: To the Bone) هو فيلم أمريكي صدر عام 2017 من تأليف وإخراج مارتي نوكسون (Marti Noxon)، ومن بطولة ليلي كولينز، وكيانو ريفز، وكاري بريستون، وليلي تايلور، وأليكسندر شارب، وليانا ليبيراتو، وبروك سميث. وهو متوفر حاليًا على شبكة نتفليكس.

## قصة الفيلم
إلين (	ليلي كولينز) هي شابة في العقد الثاني من عمرها، تقرر العودة لمنزل زوجة أبيها بعد فشل رحلتها العلاجية. ومع استمرار غياب أبيها وعدم رغبته في مساعدتها، تصطحبها زوجة أبيها إلى طبيب متخصص الدكتور ويليام بيكهام (كيانو ريفز) والذي يصر أن تلتحق إلين ببرنامجه العلاجي. ترفض إلين في البداية ولكن تضطر أن تقبل نزولًا عند رغبة أختها الصغرى.
تنتقل إلين للعيش في المزل المخصص للعلاج برفقة 6 مرضى آخرين يعانون نفس الحالة منهم 5 سيدات وفتى اسمه لوك وهو راقص باليه وتعد حالته الأقرب للشفاء سواء من إصابة ركبته أو من حالة فقدان الشهية (anorexia). يحاول لوك دائمًا تشجيع الآخرين خاصة إلين والتش تشغل حيزًا لا بأس به من تقكيره، ونكتشف لاحقًا أنه معجب بالرسومات المنشورة على تمبلر بواسطة إلين. (رسومات تخص حالتها المرضية ولا تشعر إلين بالرضى حيالها نظرًا لأن واحدة منها قادت فتاة إلى الانتحار مما دفع إلين إلى إلغاء حسابها على تمبلر في النهاية).
يتغيب والد إلين من جديد في جلسة علاج أسرية يتضح لنا من خلالها أن إلين كانت تعيش مع أمها في الأساس منذ عام ونصف قبل أن تهجرها أمها، وتتجه للعيش في مقاطعة فينيكس بولاية أريزونا. وتتحول الجلسة إلى شجار عائلي مستعر وتراشق للتهم بين أم إلين وزوجتها  وبين زوجة أبي إلين وكلٌ تهمه مصلحته، ما عدا أخت إلين الصغري التي لا يعنيها شيء سوى أن تعود لها أختها كما عهدتها. وتعد إلين خلال الجلسة بأن تحاول التحسن ولكنها مازلت مصرّة على فقدان الوزن.
تحرز إلين تقدمًا لا بأس به، وتغير اسمها إلى إيلاي سعيًا منها لتحقيق الترابط مع باقي المرضى في المنزل. لكنها تتفاجئ عندما يقبلها لوك ويفصح لها عن مكنون قلبه وما يضمره لها من مشاعر فتتوتر وترفضه في اضطراب.
لاحقًا تسمع إلين صراخ أحد المرضى معها في المنزل وسرعان ما تكتشف أنها المريضة الحامل وأنها قد أجهضت طفلها. هذه الأحداث تقودها لانهيار تام تهرب على أثره، وأثناء ذلك تصطدم بلوك الذي يترجاها أن تبقى من أجله خاصة وقد عرف أن إصابة ركبته مستدية ولا علاج لها، لكنها تغادر على أي حال.
 تتجه إلين إلى منزل أمها بعد أن أصبحت حالتها خطيرة وتهدد بالوفاة. والتي تعبر عن أسفها الشديد لتقصيرها ولما أحست به من اكتئاب ما بعد الولادة. وتقترح على إلين أن ترضعها وهو ما بدا غريبًا لإلين في البداية. بيد أنه مع كلام أمها المؤثر وإحساسها بدنو الأجل توافق إلين على الاقتراح.
ذهبت إلين للتمشية في الليل بعد تناولها للطعام، فأُغمي عليها وبدأت تهلوس حيث فيما يرى النائم أنها عند شجرة تقبل لوك الذي يخبرها كم هي مريضة، ويعطيها قطعة فحم تمثل إصرارها، فتبتلعها إلين.
بعد استيقاظها من النوم تقرر إلين العودة لمنزل المرضى. فتحضت زوجة أبيها وأختها قبل أن تعاود الالتحاق ببرنامج دكتور بيكهام.

## النشر
عقد الفيلم عرضه العالمي الأول في مهرجان صاندانس السينمائي في 22 من يناير،2017. وكان مرشحًا كمنافس في فئة الدراما الأمريكية. وفي 2017 اشترت نتفليكس حقوق نشر الفيلم وبثه وقامت بعرضه عالميا في 14 من يوليو، 2017.

### الاستقبال النقدي
بمجموع خمس وأربعين مراجعة يحمل فيلم حتى النخاع تقييم يصل إلى 73% في موقع روتن توميتوز، وبمتوسط تقييمات 6.5/10.

أما على IMDb فمتوسط تقييماته 7/10 بناءًا على 10,198 صوتًا.